# Mechelen
Mechelen (francouzsky Malines, německy Mecheln) je belgické město a správní centrum jednoho z arrondissementů provincie Antverpy ve Vlámském regionu. Žije zde přibližně 87 tisíc obyvatel.
Obec Mechelen kromě vlastního města zahrnuje bývalé obce Heffen, Hombeek, Leest, Muizen a Walem a patří k ní i osady Nekkerspoel a Battel.
Mechelen se nachází v metropolitní oblasti známé jako vlámský diamant na půli cesty mezi Bruselem a Antverpami ve vzdálenosti asi 25 km od obou z nich. Leží na řece Dijle, a proto bývá označováno jako „Dijlestad“.
Roku 1559 se Mechelen stal sídlem arcibiskupství a od roku 1962 sdílí tuto funkci s Bruselem.

## Historie
Archeologické nálezy, které dokazují osídlení území mezi Bruselem, Lovaní a Antverpami v době laténské, se koncentrují zejména v okolí Mechelenu, kde se původně nacházely mokřady. Mezi tyto nálezy patří 8,4 m dlouhá kanoe z dubového kmene a osada s asi pěti dřevěnými domy u Nekkerspoelu.
Území Mechelenu u řeky Dijle bylo osídleno i v době Galorománů, jak dokazuje několik římských ruin a cest. V 3.–4. století byla oblast za slábnoucího vlivu Římanů osídlena germánskými kmeny. Podle tradice oblast v 8. století pokřesťanštil skotský nebo irský misionář svatý Rumold (nizozemsky Rombout) a pravděpodobně zde i založil klášter.
Roku 1303 Mechelenu udělil městská práva brabantský vévoda Jan II.
V té době také začala rivalita mezi Mechelenem a Antverpami. V 15. století se Mechelen dostal pod vládu burgundského vévodství a nastalo období rozkvětu.
Roku 1473 Karel Smělý do města přesunul několik politických institucí a až do Velké francouzské revoluce Mechelen sloužil jako sídlo vrchního soudu.
V pozdním středověku Mechelen bohatl díky obchodu se suknem a v první polovině 16. století za vlády Markéty Rakouské se stal dokonce hlavním městem Nizozemí (přibližně dnešní Nizozemsko, Belgie a Lucembursko).
V průběhu 16. století prudce poklesl politický vliv Mechelenu, poněvadž mnoho vládních institucí bylo přesunuto do Bruselu. Ztrátu politické moci však vynahradil vzestup v církevní hierarchii – roku 1559 se stal Mechelen sídlem arcibiskupství, a tedy duchovním hlavním městem Nizozemí. Roku 1572 během osmdesátileté války město vypálili a vyplenili Španělé. Po této události muselo být město přestavěno. V tomto období začala tradice výroby nábytku, která přetrvává dodnes.
Roku 1781 nařídil císař Josef II. zbourání městských hradeb. Na jejich místě se dnes nachází vnitřní silniční okruh.
19. století znamenalo nástup průmyslové revoluce. Roku 1835 byla otevřena první železniční trať na evropském kontinentu mezi Bruselem a Mechelenem, který se stal belgickým železničním uzlem. To vedlo k rozvoji různých odvětví kovodělného průmyslu, mimo jiné železničního strojírenství, které je ve městě zastoupeno ještě dnes.

## Památky
- Katedrála svatého Rumolda (Sint-Romboutskathedraal) byla postavena ve 13.–16. století ve stylu brabantské gotiky. Její věž má výšku 97 m (ačkoliv původní plány počítaly s výškou 167 m) a byla zapsána do Seznamu světového dědictví UNESCO. Má dvě zvonkohry, každou se 49 zvony.
- Ve městě se nachází několik dalších kostelů, jako např. Sint-Janskerk (kostel sv. Jana), Kerk van Onze-Lieve-Vrouw-over-de-Dijle, barokní bazilika Basiliek van Onze-Lieve-Vrouw-van-Hanswijk nebo Sint-Pieter en Pauluskerk (kostel sv. Petra a Pavla).
- Na náměstí Grote Markt se nachází radnice a četné historické domy. K budově radnice patří bývalá gotická tržnice se suknem (Lakenhal) a hláska (Belfort), která figuruje na Seznamu světového dědictví.
- Klein Begijnhof a Groot Begijnhof (malý a velký dvůr bekyní) byly roku 1998 zapsány do Seznamu světového dědictví UNESCO.
- Palác Markéty z Yorku, nevlastní babičky Karla V., má gotickou fasádu a slouží jako divadlo.
- Palác Markéty Rakouské, tety Karla V., byl původně sídlem vrchního soudu a dnes slouží jako justiční palác. Jeho renesanční zahrady jsou přístupné veřejnosti. Palác se zavírá veřejnosti, pokud je v Belgii vyhlášen stupeň 3 ohrožení.

## Sport
Ve městě sídlí fotbalové kluby KV Mechelen a KRC Mechelen.

## Významné osobnosti
- Markéta z Yorku (1446–1503), burgundská vévodkyně
- Markéta Rakouská (1480–1530), habsburská místodržitelka v Nizozemí, dcera Maxmiliána I. Habsburského, římského císaře, a poručnice Karla V.
- John Heywood (1497–cca 1575), anglický básník
- Karel V. (1500–1558), římský císař, vychováván v Mechelenu do 17 let
- Rembert Dodoens (1517–1585), botanik, bylinkář a lékař
- Philippe de Monte (1521–1603), renesanční hudební skladatel
- François René Mallarmé (1755–1835), francouzský politik, který zde žil v exilu, i tady zemřel

## Partnerská města

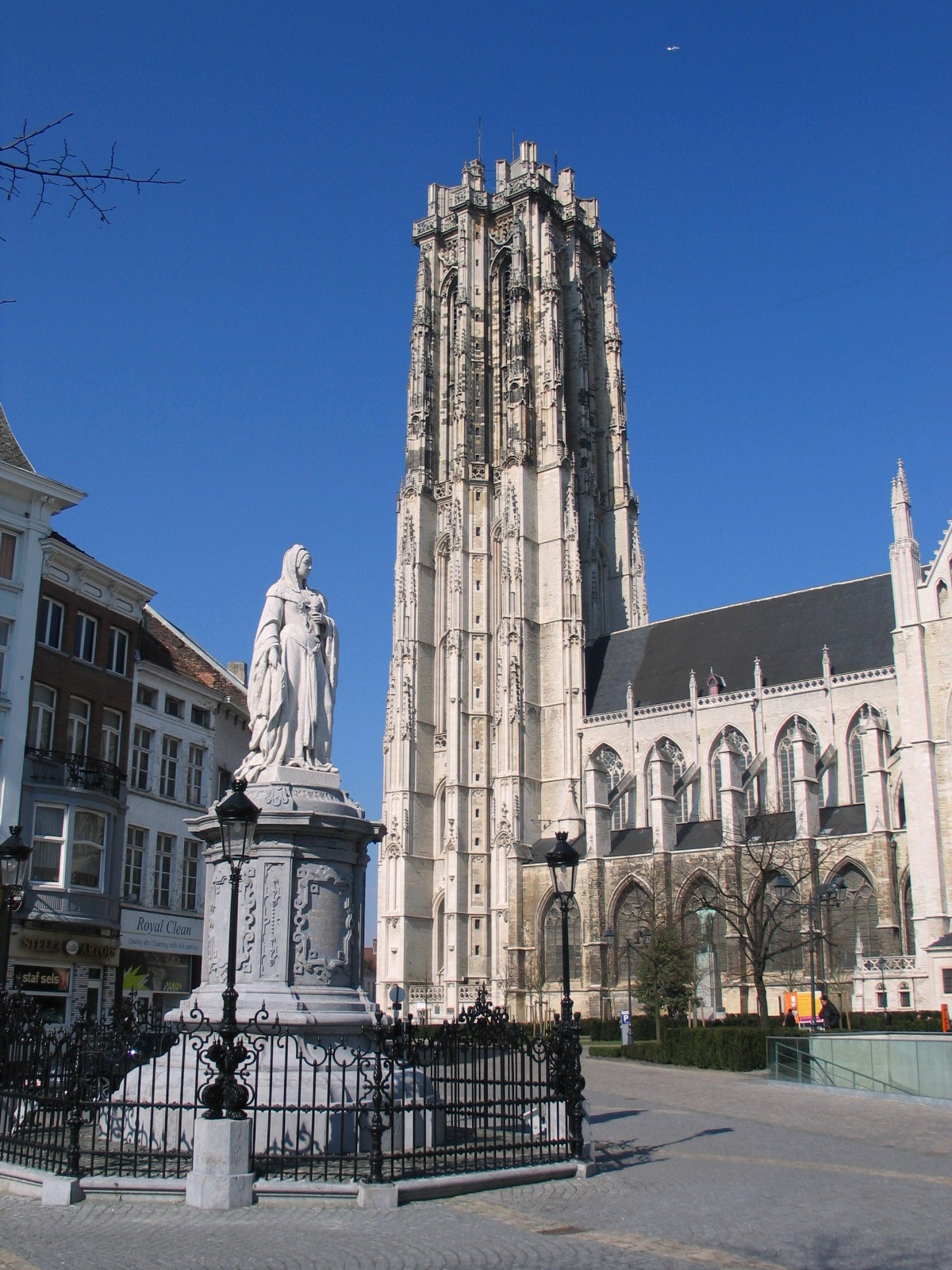
Socha Markéty Rakouské a katedrála sv. Rumolda

- Arvada, Colorado, Spojené státy americké
- Helmond, Nizozemsko
- Čcheng-tu, Čína
- Sibiu, Rumunsko
- Sucre, Bolívie